# ビクトリア・デ・ラ・クルス・ガルシア
ビクトリア・デ・ラ・クルス・ガルシア（Victoria de la Cruz Garcia、1907年6月24日 - 2018年6月4日）は、スペイン・マラガ出身の修道女。

## 人物
1907年6月24日、アンダルシア州マラガに生まれる。1920年代に修道女になり、1936年に2か月のボートの旅の末に日本に移住した。
修道女であったなかでいくつかの学校でも働き、日本政府から賞賛された。いくつか家も建設し、そのうちの1つに住んでいた。1981年に一度スペインに戻り、それ以降スペインに行くことはなかった。
その後は東京都・喜多見に移住し、同地の住宅に定住した。109歳の時点でも自分のみで歩くことができ、110歳の誕生日の際は友人らにパフォーマンスとしてカスタネットで演奏したこともあった。
2018年6月4日に死去。